# Eustachia Calafato
Eustachia Calafato (ur. 25 marca 1434 w Annunziata na Sycylii, zm. 20 stycznia 1485 w Mesynie) – włoska klaryska (OSC), mistyczka i święta Kościoła katolickiego.
Gdy jej matka była ciąży, rodzina uciekła z miasta, z powodu epidemii dżumy, do miejscowości Annunziata (pol. Anuncjata), niedaleko Mesyny. Na chrzcie dziewczynka otrzymała imię Esmeralda (właśc. pol. Szmaragda Bernarda Cofino). W 1449 wstąpiła do zakonu klarysek przyjmując Eustachia (org. Eustochia). Niezadowolona z dyscypliny panującej w klasztorze, założyła  nową fundację w Mesynie Santa Maria Accomandata, gdzie wprowadziła surowe reguły i została przełożoną nowej wspólnoty. Na założenie domu zakonnego otrzymała zgodę papieża Kaliksta III a na ten cel przekazano jej budynek dawnego szpitala. Wkrótce przeniosła klasztor do Montevergine z uwagi bądź to na niemożność odnowy bądź też na duży napływ kandydatek do zakonnego życia.
Eustachia zmarła 20 stycznia 1485 roku w Mesynie w opinii świętości. Jej ciało przeniesiono do kościoła w Montevergine, gdzie znajduje się do dzisiaj w nienaruszonym stanie.
Jej kult zaaprobował papież Pius VI 14 września 1782. Kanonizacji dokonał papież Jan Paweł II w dniu 11 czerwca 1988 w Mesynie.
Św. Eustachia jest patronką Mesyny, Sycylii i Włoch.